# فرهنگ مهر

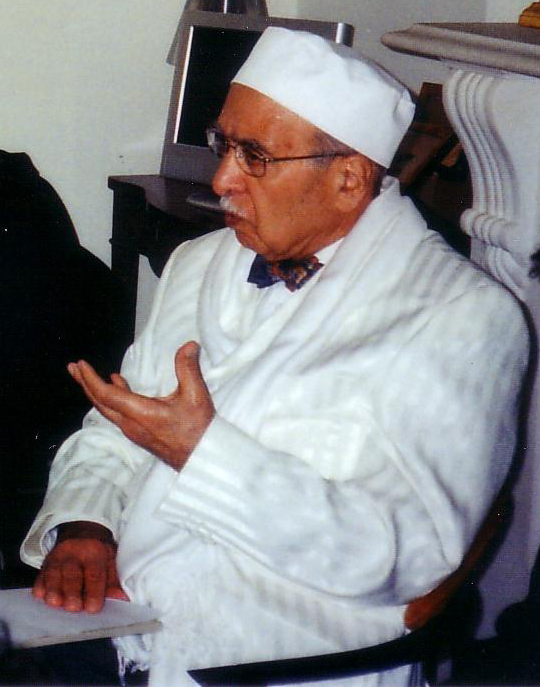

فرهنگِ مِهر (زادهٔ ۱۹ آذر ۱۳۰۲ – درگذشتهٔ ۱۲ اسفند ۱۳۹۶) استاد بازنشستهٔ روابط بین‌الملل دانشگاه بوستون، معاون اسبق نخست‌وزیر ایران و رئیس دانشگاه شیراز (دانشگاه پهلوی سابق) بود.
او تنها زردشتی‌ای است که مقامی در کابینهٔ وزرای ایران داشته‌است.

## زندگی‌
فرهنگ مهر فرزند ارباب مهربان مهر در ۲۰ آذر ۱۳۰۲ تولد یافت. پس از تحصیلات مقدماتی، از هنرسرای‌عالی و از دانشکده حقوق و اقتصاد و علوم سیاسی دانشگاه تهران درجه لیسانس گرفت. همچنین از مدرسه اقتصاد و علوم سیاسی دانشگاه لندن، درجه فوق لیسانس اخذ کرد. وی دکترای PHD را از دانشگاه ساوت‌همپتون انگلیس و دکترای L. L.M را از دانشگاه پنسیلوانیای آمریکا دریافت کرد.
از جمله مشاغل او: ریاست آسیا و سیلو، تأسیس و ریاست آموزشگاه کارگران سیلو، مشاور حقوقی و ریاست اداره امور قراردادهای شرکت ملی نفت ایران، تدریس حقوق و روابط بین‌الملل دانشکده افسری، مشاور حقوقی و قراردادهای وزارت بازرگانی، مدیرکل نفت و روابط خارجی وزارت دارایی، مدیر کل اقتصاد، معاون فنی و معادل کل وزارت دارایی، تدریس در دانشگاه ملی (شهید بهشتی کنونی) و دانشگاه تهران، وی در سال ۱۳۵۰ به ریاست دانشگاه پهلوی (شیراز) منصوب شد. مدتی نیز رئیس هیئت مدیره و مدیر عامل شرکت سهامی بیمه ایران و معاون نخست‌وزیر بود. از جمله تالیفات او: حقوق کار و بیمه‌های اجتماعی، موسسات انتفاعی و شرکتهای دولتی و عضو هیئت هیئت اجرائیه حزب ایران نوین در سال ۱۳۴۷ بود.
آقای فرهنگ مهر، نشان‌های زیر را از حکومت پهلوی دریافت کرد: درجه ۳ و ۲ همایون، درجه ۱ آبادانی، درجه یک کار، درجه ۲ تاج، درجه ۱ همکاری، مدال تاجگذاری، مدال جشن‌های ۲۵۰۰ ساله شاهی، مدال پنجاهمین سال سلطنت پهلوی و. . . در سال ۱۳۵۷ هزینه مسافرت و معالجه او در آمریکا، به مبلغ سی هزار دلار به فرمان محمدرضا پهلوی، به وی پرداخت گردید.
فرهنگ مهر در سال ۱۳۷۵ و زمان برگزاری ششمین کنگره جهانی زرتشتیان به ایران سفر نمود و همراه با دیگر شرکت کنندگان کنگره به دیدار مقامات دولتی رفت. وی در زمان حضورش در آمریکا نیز مورد توجه سازمانهای زرتشتی بود و توانست جایزه بالاترین خدمت به دین و جامعه زرتشتی را از سازمان جهانی زرتشتیان و جایزه یک عمر تلاش را از سوی فزانا (فدراسیون انجمنهای زرتشتی شمال آمریکا) دریافت کند.
 

از او کتابهایی چون «دیدی نو از دینی کهن» و «نقش زرتشتیان در انقلاب مشروطیت»، «هم‌زبانان من» که تصویرروشنی از تحولات ایران در عرصه‌های حکومت‌داری در سال‌های منتهی به انقلاب ایران به دست می‌دهد و ترجمه کتاب «نظریه تاریخ اقتصاد» به جا مانده است. 

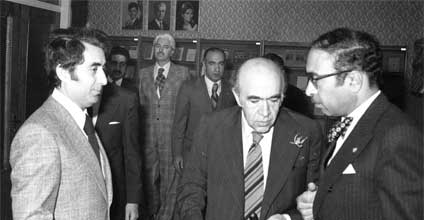
تهران (۱۳۵۳) از راست: فرهنگِ مهر، امیرعباس هویدا، غلامرضا کیانپور، نصرالله مقتدر، مژدهی و عبدالحسین سمیعی